# Епархия Понта-ди-Педраса
Епархия Понта-ди-Педраса (лат. Dioecesis Petrosi Culminis) — епархия Римско-Католической церкви с центром в городе Понта-ди-Педрас, Бразилия. Епархия Понта-ди-Педраса входит в митрополию Белен-до-Пара. Кафедральным собором епархии Понта-ди-Педраса является церковь Непорочного зачатия Пресвятой Девы Марии.

## История
25 июня 1963 года Римский папа Павел VI издал буллу Animorum societas, которой учредил территориальную прелатуру Понта-ди-Педраса, выделив её из архиепархии Белен-до-Пара.
16 октября 1979 года Римский папа Иоанн Павел II выпустил буллу Cum Praelaturae, которой преобразовал территориальную прелатуру Понта-ди-Педраса в епархию.

## Ординарии епархии
- епископ Angelo Maria Rivato (29.04.1954 — 16.01.2002);
- епископ Alessio Saccardo (16.01.2002 — 23.09.2015);
- епископ Теодоро Мендеш Тавареш (с 23.09.2015)

## Источник
- Annuario Pontificio, Libreria Editrice Vaticana, Città del Vaticano, 2003, ISBN 88-209-7422-3
- Bolla Animorum societas  (лат.)
- Bolla Cum praelaturae  (лат.)